# Nineteen85
Anthony Paul Jeffries (Toronto, 1 de julho de 1985), mais conhecido como Nineteen85, é um produtor musical e compositor canadense.